# Friedrich Hartwig von Nostitz
Friedrich Hartwig rigsgreve von Nostitz(-Rieneck) (1660 – 1737 i Lausitz) var en tysk officer.

## I dansk-norsk tjeneste
Han hørte til en gammel, bekendt adelsslægt i Lausitz; hans fader var Otto von Nostitz til Neudorf, kursachsisk råd, kammerherre og amtshauptmand. Han var 1680 kaptajn i Vesterlenske nationale Infanteriregiment, kom der fra til Bergenhusiske, hvor han 1689 blev major, og samme år blev han kommandant på fortet Frederiksholm ved Christianssand; 1694 blev han tillige vicekommandant og snart efter virkelig kommandant i Christianssand. 1693-99 kommanderede han derhos et kompagni af Boyneburgs, siden Gyldenløves, hvervede Regiment; oberstløjtnant 1694, oberst 1701. Han var gift med Sophie Juliane f. Ellbrecht, hvis brødre Anton Günther og C.C. von Ellbrecht var danske officerer.

## I russisk, venetiansk og saksisk tjeneste
I tidens løb blev livet i den lille norske fæstning dog von Nostitz for trangt; måske Ludvig Holberg, der med nogen stolthed nævner ham blandt de elever i fremmede sprog, han havde under sit ophold i Christianssand 1705, har vækket hans rejselyst; 1707 tog von Nostitz afsked og gik i fremmed krigstjeneste, hvor han erhvervede sig en vis navnkundighed. Først drog han til Rusland, blev generalmajor og, efter 1710 at have erobret den vestpreussiske fæstning Elbing, som svenskerne holdt besat for kong Stanislaus, generalløjtnant, men skal dernæst være rømt med en stor sum, han havde brandskattet byen for. 1711 søgte han forgæves ansættelse i Danmark og kæmpede senere som venetiansk general mod tyrkerne i Dalmatien. Efter hjemkomsten her fra trådte han i kursachsisk tjeneste. Han blev rigsgreve 1716 og døde 1737 på sine godser i Lausitz.